# لعیب
لَعیب (به انگلیسی: La'eeb) مسکات جام جهانی ۲۰۲۲ قطر است که به شکل یک دستار سر عربی (چفیه) طراحی گردیده‌است.

## روند طراحی
این طرح توسط حسین اجاقی که یک طراح شخصیت ایرانی است، اجرا شده‌است.
طراحی این نماد به فرهنگ پوشش لباس قطری‌ها مربوط است که کشور میزبان تلاش می‌کند تا در سال منتهی به جام جهانی، آن را به جهانیان معرفی کند.
روال سال‌های گذشته بر این بود که فیفا طراحی مسکات را برگزار می‌کرد و براساس رزومه افراد در لینکدین، افراد یا گروه‌هایی را انتخاب می‌کرد. اما کشور قطر هیچ‌یک از سه طرح نهایی برگزیدگان فیفا را نپذیرفت و تصمیم گرفت که خودش طرح را نهایی کند. امیر قطر می‌خواست از این رویداد استفاده کند و فرهنگ لباس کشورش را نشان بدهد. وی اذعان داشته که طرح شاهین حسین اجاقی، که یکی از سه نماینده نهایی فیفا بود که مورد تأیید قطر قرار نگرفت، را پسندیده‌است اما ترجیح می‌دهد که لباس کشورش (دشداشه) را تبلیغ کند. در نهایت لعیب به شکل کنونی براساس ایده امیر قطر طراحی و اجرا می‌شود.

## معنا و علت گزینش
لعیب واژه‌ای عربی به معنای بازیکن فوق حرفه‌ای است. این نماد همه را به خودباوری تشویق می‌کند. لعیب، شادی فوتبال را برای همه به ارمغان خواهد آورد. لعیب به روحیه شاد و جوان خود شناخته می‌شود و شادی و اعتماد به‌نفس را به هر کجا که می‌رود؛ منتشر می‌کند.

## خاستگاه
لعیب از دنیایی موازی (متاورس) می‌آید که در آن نمادهای گوناگون مسابقات زندگی می‌کنند. دنیایی است که ایده‌ها و خلاقیت‌ها اساس شخصیت‌هایی است که در ذهن همه زندگی می‌کنند.

## نمادشناسی
به گواه کارشناسان این نماد تمام داشته‌های فرهنگی، لباس محلی، رسم‌الخط، رنگ پرچم و خلاصه همه چیز قطر را در خود جای داده‌است. این نماد بیش‌تر برگرفته از لباس‌های محلی مردانه عربی و با درون‌مایه یک مرد عرب است.